# Âanati
Âanati est le 33e pharaon de la XIVe dynastie. Son nom est attesté par le Canon royal de Turin (colonne 9, ligne 29). Son successeur est le pharaon Babnoum.